# 1320년

## 연호
- 원(元) 연우(延祐) 7년
- 일본(日本) 겐오(元応) 2년
- 쩐 왕조(陳朝) 다이카인(大慶) 7년

## 기년
- 원(元) 인종(仁宗) 9년
- 고려(高麗) 충숙왕(忠肅王) 7년
- 쩐 왕조(陳朝) 명종(明宗) 7년

## 탄생
- 5월 25일 - 원나라의 제11대 황제 원 혜종(惠宗). (~1370년)

### 미상
- 고려의 무장 나세(羅世). (~1397년)
- 고려의 관리, 천문학자, 공신 류방택(柳方澤). (~1402년)

## 사망
- 3월 1일 - 원나라의 4대 황제 원 인종(仁宗). (1285년~)

### 미상
- 고려의 박경량(朴景亮)·이연송(李連松)